# Bűn és bűnhődés (opera)
A Bűn és bűnhődés Petrovics Emil háromfelvonásos operája, mely a szerző egyetlen, teljes estét betöltő alkotása a műfajban. Librettóját Fjodor Mihajlovics Dosztojevszkij azonos című regénye alapján Maár Gyula írta. Bemutatója a Magyar Állami Operaházban volt 1969. október 26-án.

## Az opera szereplői
| Szereplő                                | Hangfekvés   |
| --------------------------------------- | ------------ |
| Raszkolnyikov                           | basszus      |
| Vizsgálóbíró                            | tenor        |
| Szonja, utcalány                        | szoprán      |
| Uzsorásnő                               | mezzoszoprán |
| Cseléd                                  | alt          |
| Szvidrigaljov                           | bariton      |
| Razumihin, Raszkolnyikov volt diáktársa | bariton      |
| Doktor                                  | basszus      |
| Fogalmazó                               | tenor        |
| Rendőrtiszt                             | bariton      |
| Cifraruhás                              | szoprán      |
| Koldusasszony                           | szoprán      |
| Diák                                    | tenor        |
| Tiszt                                   | basszus      |
| Marmeladov, Szonja apja                 | bariton      |
| Első idegen                             | tenor        |
| Második idegen                          | basszus      |
| Utcai énekes                            | tenor        |
| Részeg                                  | tenor        |
| Rendőr                                  | tenor        |
| Első munkás                             | basszus      |
| Második munkás                          | tenor        |
| Mázoló                                  | bariton      |
| Feketeruhás                             | basszus      |
| Lizaveta, az uzsorásnő húga             | néma szerep  |
| Egy úr                                  | próza        |

- Énekkar: az utca, a kocsma stb. népe
- Történik: Szentpétervárott, a XIX. században
- Színhely: a helyszíneket egy szimultán színpad kell megjelenítse: Raszkolnyikov, Szonja, az Uzsorásnő szobája, utca részlet, kocsma, a vizsgálóbíró szobája szb.
- Játék idő: két és fél óra

## Az opera cselekménye

### I. felvonás
Raszkolnyikov beállít az uzsorásnőhöz és még egyszer megszemléli a terepet. Miután távozik tőle Szvidrigaljovval fut össze az utcán. Ennek véget nem érő fecsegése utálatot kelt benne. Azután Szonját pillantja meg, akit egy idős férfi üldöz. Felháborítja az eset erkölcstelensége. Miután hazatér szobájába a leszidja a ház cselédje tétlen semmittevése miatt. Miután egyedül marad Raszkolnyikov meditál a tettről, amelyet el akar követni, majd letesz róla. Ám nem sokkal ezután egy kocsmai beszélgetést hallgat ki fél füllel és ennek hatására ismét elhatározza, hogy megöli a vén uzsorásnőt. Egy diák ugyanis pontosan az ő logikáját követve állapítja meg, mennyire haszontalanok az olyan emberek, mint az a vénasszony, aki kihasználja az emberek szorult helyzetét.
Raszkolnyikov ezután ismét hazatér és maga is megdöbben, amikor végre végső elhatározásra jut: meg fogja ölni a vénasszonyt. El is megy az uzsoráshoz, lesújt a baltával, ám ekkor váratlan dolog történik: beállít annak testvére, akit így szintén megöl. De a kettős gyilkosságot nem kalkulálta bele a tervébe, azt csak a véletlen hozta magával. Ezután a bérházban dolgozó két munkás megnehezíti a menekülését, de végül mégis sikerül hazajutnia.
Otthon az az üzenet fogadja, hogy beidézték a rendőrségre. A diák ekkor megrémül: máris tudnák, hogy ő a gyilkos? De felesleges volt az aggodalom: csak adósságai miatt hallgatják ki. Ezután érkezik a vizsgálóbíróhoz a rendőrtiszt a gyilkosság hírével. Előadja elméletét a bűntény elkövetésének körülményeiről. Ekkor Raszkolnyikov rosszul lesz.

### II. felvonás
Raszkolnyikov állapota rosszabbodott: nincs magánál, hallucinál. Nem tudja elválasztani a valóságot, a fikciótól. Razumihin és az orvos részvétele, majd beszélgetésük a gyilkosságról nagyon felingereli. Sétára indul és az utcán megint találkozik Szonjával, ekkor jön rá, hogy a lány prostituált. Ezután betér egy kocsmába, ahol összefut a rendőrségi fogalmazóval. Raszkolnyikov elkezdi provokálni és előadja, szerinte hogyan és miért zajlott le a gyilkosság. Ezután hazatér.
Szobájában Razumihint találja, aki értetlenül áll szökése előtt. A jó barát részvéte megint nagyon felingerli. Ismét távozik, ezúttal visszatér a tett helyszínére. Raszkolnyikov ekkor még menekül a rendőrök elől, de tudat alatt már csak arra vágyik: legyen mindennek vége, ne kelljen többé bujkálnia. Az utcán tanúja lesz Marmeladov megszégyenítésének.
Ezután ismét hazatér. Razumihin és a doktor már régóta várakozott rá. Ettől kezdve a bűnös provokációi egyre vakmerőbbek lesznek. Szeretne végre tisztán látni: valóban gyanúsítják vagy csak képzelődik? Barátja tanácsára felkeresi az ügy nyomozásával megbízott vizsgálóbírót. A vizsgálóbíró átlát a gyilkos logikáján, de ekkor még csak a beismerés határáig szorítja ellenfelét. Raszkolnyikov az utcán ismét Szonjába botlik. Megszólítja, a lány elpanaszolja neki sorsát.

### III. felvonás
Szonja szobájában vagyunk. A bűnös készülődik a nagy vallomásra, ami végül elmarad. Miután hazatér, vívódásai folytatódnak: teljesen hatalmába keríti a félelem, logikusan felépített elképzeléseit már nem érzi meggyőzőnek. Újból felkeresi a vizsgálóbírót, aki félreérthetetlenül céloz rá: tudja, hogy a diák a tettes, de egyelőre nincsen semmi kézzelfogható bizonyítéka ellene. Ezután következik egy meglepő fordulat: a mázoló, aki a gyilkosság alatt a házban dolgozott, magára vállalja a bűntényt.
Raszkolnyikov nem képes élni a váratlanul rászakadt szabadsággal. Elmegy Szonjához és bevallja neki tettét. A lány nem érti, miért követte el a gyilkosságot, de nem taszítja el magától. Azt tanácsolja a diáknak, hogy bűnét vállalja a világ előtt, mert csak így nyerhet feloldozást.
Raszkolnyikov elindul a vizsgálóbíróhoz, még egyszer találkozik Szvidrigaljovval, ismét végig hallgatja annak üres fecsegését. De minden már csak késlelteti a végkifejletet. Végül a bűnös a vizsgálóbíró elé áll és beismeri tettét.

## Az opera szövegkönyve
Petrovics Emil Maár Gyulát kérte fel a librettó elkészítésére. Maár gyakorlott filmes volt, ezért helyesen meglátta és felszínre hozta a Dosztojevszkij regényében megbúvó filmszerűséget. A 600 oldalas regényből sikeresen válogatta össze azt az 50-60 oldalnyi szöveget, amelyből össze lehetett állítani egy jó dramaturgiájú szövegkönyvet. Az író alig változtatott az eredeti szövegen, de igyekezett a lényegre összpontosítani: ennek jegyében végezte el a szükséges rövidítéseket is az eredeti történeten. Maár alapvetően a lelki folyamatok megérlelődését akarta ábrázolni. Vagyis azt a folyamatot, amíg a főszereplő a szándéktól eljut a tettig, vagyis a gyilkosságig, illetve amíg a beismerés szándéka, a bűnhődés eljut a megvalósulásig.
Rendhagyó és szokatlan, hogy Maár filmszerű vágásokkal élt a librettó elkészítése során. Saját bevallása szerint elhagyta az eredeti regény cselekvés összefüggéseit és olyan kihagyásos, a hallgató-néző képzettársításaira számító szerkezetet nyújt, amely egyébként a modern filmművészet sajátja. A cselekmény ok-okozati összefüggéseit is elhagyta, mert a bűnre és a bűnhődésre akarta koncentrálni az egész darabot.

## Az opera zenéje
Petrovics zeneileg jól jellemzi a szereplőket, majd stilizálja őket. Raszkolnyikov énekszólama elmélkedő, szabadabb és szélesebb, mint a többi szereplőé. Az ő megszólalásaik általában ritmikusan lüktető jellegűek. Az opera egyik különlegessége, hogy sajátosan kezeli az idő múlását. A zenei kontinuitás eredménye az a folyamat, amely időmértéke csak a drámán kívüli világban reális. A szereplők zenei jellemzése igen világos. Razumihin a jó barát, az ő szólamai puhaságot, becsületességet érzékeltetnek, az orvos esetében ugyanakkor enyhe iróniát vélünk felfedezni a zenében.
Raszkolnyikov ábrázolásakor a meditációkon van a hangsúly. Ezek különböző intenzitásúak, jellemképe ezért váltások sorából bontakozik ki. Gondolatai önmagukban logikusak, ugyanakkor a zene jelzi az eszmefutatások lényegileg illogikus voltát. A főszereplő szólamai nagyon varibiálisak: újra-meg újra átszövik őket a különböző szereplők motívumai. Belső gondolatait egy előre felvett magnetofon hang közvetítette az előadásokon. A magnetofon hangja alatt a zenekar ütősei vagy vonósai improvizált zenét játszottak. Ez akkor is előfordul, amikor Raszkolnyikov önmagával kerül szembe, saját magával énekel duettet. A zeneszerző így érzékeltette az akció és a gondolatok ellentét egyidőben.
Érdekes a kórus szerepe. Egyrészt közli a szerző gondolatait, másrész a pillanatnyi színpadi helyzet kritikáját zengi, a záró képben pedig a lírai feloldás hangján közvetít. Fontos a zenekari közjátékok szerepe. Ezekben hol tovább rezeg a korábbi jelenet hangulata, hol elővételeződik bennük egy későbbi esemény hangja, de az is előfordul, hogy teljesen új anyagot közölnek. Petrovics jól használja a dodekafóniát is.
Az opera egyértelműen nem a hagyományos operaszerűséget akarja megvalósítani. Petrovics még a látszatát is kerülte a zsánerszerűségnek. Figurái szimbolikusak, akárcsak a történetük. Megfigyelhető Muszorgszkij hatása, például az első felvonás kocsmajelenetében. Az utca ábrázolásakor egyértelműen a groteszk, a torz uralkodik. A tulajdonképpeni dráma ebben a külső világban játszódik. A darab zenei alakképlete liturgikus-passió szerű, Petrovics ezt igazította az avantgárd misztérium színpadhoz.